# Александар Белић
Александар Белић (Београд, 2/14. август 1876 — Београд, 26. фебруар 1960) био је српски филолог, универзитетски професор и академик. Белић је био професор и ректор Београдског универзитета, председник САНУ и члан многих академија у Југославији и иностранству.

## Биографија
Александар Белић рођен је као средњи син 13. августа 1876. године од оца Јована (1845—1912) и мајке Емилије (1855—1925). Његови родитељи су поред њега имали кћерку Надежду (1875—1902) која је умрла као девојка и близанце Емила (1877—1942) и Владимира (1877—1943) који су били генерали југословенске војске.
Основну школу и Прву београдску гимназију завршио је у Београду. Студије филологије започео је у Београду, а наставио на универзитетима у Москви и Одеси. По завршетку студија позван је да остане на катедри на лингвистику и филологију Московског универзитета, међутим он се вратио у Београд где је 1899. постављен за доцента Велике школе. Једну годину је провео на усавршавању у Немачкој на Универзитету у Лајпцигу, где је написао и одбранио докторску дисертацију о словенским суфиксима за умањивање и увећавање. Дисертација му је штампана на немачком језику у два дела (1901. и 1904) Пошто је најпре изабран за ванредног професора, 1906. је изабран за редовног професора Београдског универзитета и то српскохрватског језика, словенске филологије и лингвистике, што је предавао дуги низ година
Основао је 1905. часопис „Српски дијалектолошки зборник“ у издању Српске краљевске академије, који је под његовом редакцијом излазио преко 50 година.
Током 1916. године, заједно са Станојем Станојевићем, боравио је у Русији лобирајући за интересе Краљевине Србије.
Писао је научне студије о српскохрватском језику, о његовим дијалектима и историји. Многи радови које је објављивао посвећени су граматичким студијама словенских језика. Био је оснивач а потом и уредник часописа „Јужнословенски филолог“ и „Наш језик“.
Био је главни и одговорни уредник при издавању првих томова „Речника српско-хрватског књижевног и народног језика“.

### Рад у САНУ
Дописни члан Српске краљевске академије постао је 4. фебруара 1905, а њен редовни члан 3. фебруара 1906. Његова приступна беседа у академију имала је назив „Основне црте историјског развитка српског језика“. Био је ректор Београдског универзитета академске 1933/34 године.
Председник Српске краљевске академије постао је пред крај фебруара 1937, наследивши на том месту Богдана Гавриловића, исте године је обележио 40 година научног рада. На тој значајној позицији био је све до своје смрти, укупно 23 године. Овај период остаће упамћен и по томе што је академија два пута мењала име, најпре у Српска академија наука, а затим у Српска академија наука и уметности (скраћено САНУ), како се и данас зове. Александар Белић ја дао значајан допринос раду академије као њен председник са највећим стажом до сада. Један је од потписника Новосадског договора 1954. године.
Био је члан неколико академија наука: југословенске, словачке, чешке, пољске, бугарске, баварске. Био је члан научних друштава у Лавову, Прагу и Данског краљевског друштва. Затим почасни професор Московског универзитета „Ломоносов“ и Универзитета у Глазгову.

## Одабрана дела
- Дијалекти источне и јужне Србије[1]
- Дијалектолошка карта српског језика
- Акцентске студије
- О двојини у словенским језицима
- Галички дијалект
- О језичкој природи и језичком развитку (1941)
- Правопис српско-хрватског књижевног језика (1923)